# Lozen Nunatak
Lozen Nunatak (in lingua bulgara: Лозенски нунатак, Lozenski nunatak) è un nunatak o collina rocciosa antartica, alta 440 m, situata nella parte superiore del Ghiacciaio Huron nei Monti Tangra dell'Isola Livingston, nelle Isole Shetland Meridionali, in Antartide.
Il nunatak fa parte di una piccola dorsale montuosa che comprende anche Erma Knoll e Aheloy Nunatak, ed è collegata allo Zograf Peak dalla Lozen Saddle. Fu visitato per la prima volta il 17 dicembre 2004 dall'esploratore bulgaro Lyubomir Ivanov partito dal Campo Accademia nel corso della spedizione di ricerca scientifica Tangra 2004/05.
La denominazione fa riferimento al Monastero di Lozen (in lingua bulgara: Лозенски манастир Свети Спас, Lozenski manastir Sveti Spas), dedicato al Santo Salvatore e situato nella parte occidentale della Bulgaria.

## Localizzazione
Il nunatak è posizionato alle coordinate 62°38′41.9″S 60°08′18.5″W, 1,55 km a sudest di Kuzman Knoll, 1,14 km a ovest-nordovest del Ravda Peak e 910 m a nordest dello Zograf Peak.
Rilevazione topografica bulgara nel corso della campagna di esplorazione scientifica Tangra 2004/05 e mappatura nel 2005 e 2009.

## Mappe
- L.L. Ivanov et al. Antarctica: Livingston Island and Greenwich Island, South Shetland Islands. Scale 1:100000 topographic map. Sofia: Antarctic Place-names Commission of Bulgaria, 2005.
- L.L. Ivanov.  Antarctica: Livingston Island and Greenwich, Robert, Snow and Smith Islands (JPG), su apcbg.org.. Scale 1:120000 topographic map. Troyan: Manfred Wörner Foundation, 2009.